# Edna Parker

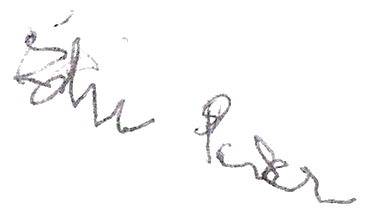
Podpis Edny Parker

Edna Ruth Parker, z domu Scott (ur. 20 kwietnia 1893 w Morgan County, Indiana, zm. 26 listopada 2008 w Shelbyville, Indiana) – Amerykanka znana z długowieczności; według badaczy z ośrodka Gerontology Research Group oraz ekspertów Księgi Rekordów Guinnessa od 13 sierpnia 2007 do śmierci (przez 471 dni) była najstarszą żyjącą osobą na świecie. Zmarła w wieku 115 lat i 220 dni, dotarłszy na 13. miejsce na liście najdłużej żyjących ludzi w historii, których datę urodzenia odpowiednio zweryfikowano.

## Życiorys
Edna Parker urodziła się w Morgan County w stanie Indiana. Pod koniec życia mieszkała w Shelbyville, w domu opieki, do którego przeniesiono ją już po setnych urodzinach. Pracowała jako nauczycielka. W 1913 wyszła za mąż za Earla Parkera, który zmarł w 1939. Urodziła dwóch synów i obu przeżyła. Miała pięcioro wnucząt, czternaścioro prawnucząt oraz trzynaścioro praprawnucząt. Jeszcze jako najstarszy człowiek cieszyła się dobrym zdrowiem i była w stanie chodzić, zajmowała się czytaniem i recytowaniem poezji, a także codzienną lekturą gazet. Odbierała również karty z życzeniami i wysyłała autografy ludziom, którzy o to prosili. Jej dwie siostry także były długowieczne – Georgia żyła 99, a Opal 88 lat.
Najstarszą mieszkanką stanu Indiana została 7 kwietnia 2005, po śmierci Minnie Kearby. Najstarszą mieszkanką USA została w chwili śmierci Corinne Dixon Taylor, 14 lutego 2007.
Tytuł światowej nestorki przypadł jej po śmierci Japonki – Yone Minagawa. Jako 24. osoba w historii mogła obchodzić 115. urodziny. 26 listopada 2008 tytuł najstarszej żyjącej osoby na świecie przeszedł na Portugalkę, Marię de Jesus, najstarszą Amerykanką została Gertrude Baines.
14 listopada 2007 zmarła Bertha Fry, która była rówieśnicą Parker i trzecią najstarszą osobą. Obie panie spotkały się 21 kwietnia 2007 (obie mieszkały w stanie Indiana i Parker była wtedy 2., a Fry 5. najstarszą osobą). Nigdy wcześniej na świecie nie spotkały się dwie tak wiekowe osoby.